# Иван Стефанов (философ)
Вижте пояснителната страница за други личности с името Иван Стефанов.
Иван Софрониев Стефанов е български философ, професор в Софийския университет.

## Биография
Роден е в семейство на бедни земеделци през 1947 г.
Кандидат на философските науки с дисертация на тема „Трансцендентална диалектика в теоретическата философия на Кант“ (1976). Доктор на философските науки с дисертация на тема „Трансценденталната философия и метафизиката (от Кант до неокантианството)“ (1988).
Доцент (1983) и професор (1990) във Философския факултет на Софийския университет „Св. Климент Охридски“. Най-авторитетния тълкувател на Кант.
Умира на 29 юни 2005 г. след тежко боледуване от рак на белите дробове.